# 安全地帯III〜抱きしめたい
『安全地帯III〜抱きしめたい』（あんぜんちたいスリー〜だきしめたい）は、日本のロックバンドである安全地帯の3枚目のオリジナル・アルバム。
1984年12月1日にKitty Recordsよりリリースされた。前作『安全地帯II』より僅か7ヶ月ぶりにリリースされた作品であり、作詞は井上陽水および松井五郎、作曲は全曲共に玉置浩二、プロデューサーは星勝および金子章平が担当している。
レコーディングは1984年9月から11月までKRSスタジオおよびキティ伊豆スタジオにて行われ、作詞家の松井も同行している。前作では玉置の存在を抽象的で神秘的なイメージとして作詞が行われたが、安全地帯が世間に認知されたことから本作では玉置の存在がリアルに感じられるような世界観で作詞が行われた。
JAL「ハワイツアー キャンペーン'84」のコマーシャルソングとして使用され、先行シングルとしてリリースされた「恋の予感」が収録されており、同曲はオリコンチャートで最高位第3位を獲得、43.6万枚を売り上げ「ワインレッドの心」に次ぐヒット曲となった。本作はオリコンアルバムチャートにおいて週間および1985年度の年間チャートにおいて最高位第3位を記録、2013年にはレコード会社15社合同キャンペーンである「大人の音楽～Age Free Music～」の「もう一度聴きたいオリジナルアルバム 80年代＆90年代」に選定された。

## 背景
1983年11月25日にリリースされたシングル「ワインレッドの心」は1984年3月にオリコンシングルチャートにて第1位を獲得し、同曲はサントリー「赤玉パンチ」のコマーシャルソングとしても使用されるなど注目度が一気に高まり、71.4万枚を売り上げる大ヒット曲となった。その後の5月1日にリリースされたセカンドアルバム『安全地帯II』ではファーストアルバムにて作詞を手掛けた松尾由紀夫に代わり松井五郎を起用し、都会の恋愛を想起させる歌詞と玉置による歌謡曲を意識した曲とで構成された。同アルバムはオリコンチャートにて最高位第2位を獲得し、売り上げ枚数は54.5万枚とヒット作品となった。
これらのヒットによりメンバーの境遇は激変し、ライブハウスに大量の聴衆が来るようになり、1日で2ステージを行う事もあった。また、路上においてもパチンコ店においても「ワインレッドの心」がどこかで聴こえてくる状況であったという。これまではライブハウスを中心にライブ活動を行っていた安全地帯であったが、1984年4月18日、19日のshibuya eggmanでのライブを最後にライブハウスでの公演は終了となり、8月には渋谷公会堂にて初のホール・コンサートを敢行、その後ライブ活動の場は主にホールへと移行していった。

## 録音、制作
レコーディングは1984年9月から11月までKRSスタジオおよびキティ伊豆スタジオにて行われた。前作がレコーディングに9ヶ月間を要したのに対して、本作は2ヶ月間でレコーディングを完了している。プロデューサーは前作に引き続き星勝と金子章平が担当している。作詞を担当した松井はレコーディングに同行しており、意思の疎通を図るというディレクターの配慮により玉置と同室で過ごすこととなった。キティ伊豆スタジオは伊豆半島の高原にあり、雨天が多く稀に晴天になるような地域で共に過ごした玉置との関係性を、松井は自著『Friend』にて「しばらくは、ぼくたちの会話は、ただの作詞家と作曲家にしかすぎなかった」と述べている。玉置と松井は野菜が苦手であり、食事メニューが野菜中心の時は真夜中にスタジオを抜け出し、二人でステーキを食べに行くことが多々あったと松井は述べている。
松井はこのレコーディングにおいて玉置の人物像を知ることとなり、玉置が既婚者であることを知るに至ったと述べている。またデビュー前の玉置が貧困生活を送っており、空腹やその他の物事に悩まされ自殺を考えたこともあると聞かされたと松井は述べている。その他に松井は当初「恋の予感」の作詞も手掛けたが、30回ほど書き直した末に没となった。採用された井上陽水による歌詞を見て「書かないことの美学、美しさというのがあって。あ、これで良いんだって解答を見せられた感じがすごくあった」と述べている。

## 音楽性と歌詞
この時期の曲作りに関して、ギター担当の武沢豊は変拍子や突拍子もないアレンジは玉置が好んでいたと述べ、また玉置のアイデアも多数盛り込まれていると述べている。ポップなメロディに対して特殊なアレンジを施した事に関しては「画期的だったと思いますよ」とも述べているが、この時期の安全地帯は歌謡曲バンドという枠組みに入れられており、音楽性に関してあまり評価されていなかったため、「もうちょっと音楽的に理解された形で売れるバンドになって欲しいとは思ってましたね」とも述べている。また、ベース担当の六土開正は4枚目のアルバム『安全地帯IV』（1985年）が完成された作品であると述べ、本作は前作と比較してレコーディングが早く終わったことから勢いがあると述べたほか、「完成にいくちょっと手前のテンション」があると述べた上で、一番愛着があるのは本作であると述べている。
本作制作時に玉置は当時の妻と破局寸前になっていたが、玉置自身がまだ心の中で折り合いがついていない状態であった。収録曲である「yのテンション」はその頃の玉置の心理状態を描いた楽曲であり、「Z=終局」に至る前の「Y」時点を表現した作品となっている。当初はタイトルが未定のまま英語交じりの歌詞で歌入れが行われており、玉置は意図した声が出せず何回も歌入れが行われたが結局歌い切れず一度断念する形となった。翌日松井が歌詞を修正し玉置に提示したところ、玉置は「ぼくの気持ちだ」と述べスタジオで再度歌入れを行ったという。その後玉置は妻との関係が破綻し、新しい歌詞を書き上げた松井が玉置に声を掛けようとするも、玉置が松井の存在に気づきながらも微動だにしなかったため声を掛けられず、玉置の心情を察した松井はその夜に「アトリエ」の歌詞を書き上げたと述べている。また、松井はジョン・レノンが度々滞在していたホテルがある高原に出向き、大自然の中で都会の喧騒を思い出して思わず立ち止まっていた自身に気づいたことから、その時の心情を「風」の歌詞として書き上げている。
当時の玉置に関して、松井は「粒子の細かい情熱とはうらはらに、いつも彼はクールな表情を持っていた」と表現しており、玉置の私生活が綱渡りのように危うい状態でありながら、周囲の玉置に対するイメージは静かな人物像であったことから、松井は玉置の心情を推察しながら私生活の暗い部分が表に出ないよう心掛けて作詞を行っていたと述べている。また前作では玉置のキャラクター性を抽象的で神秘的な「存在するのかしないのかわからないような妖しげな印象にデフォルメしていた」と松井は述べているが、本作制作時にはテレビ出演などにより玉置の存在が世間に認知されていたことを踏まえて、歌詞中の女性との距離感やリスナーとの距離感をリアルな存在として世界観を構築していたと述べている。その他、歌詞中の二人称を「きみ」ではなく「あなた」にすることで男性が女性を持て成すような位置関係や恋愛としての距離感を意識して作詞を行っていたとも述べている。

## リリース、アートワーク、チャート成績
本作は1984年12月1日にLPレコード、カセットテープ、CDの3形態でリリースされた。ジャケット写真において、玉置が指を3本伸ばした左手を小指だけ伸ばした右手で覆いかぶせているが、これは「（左手が意味する）沢山の女性がいても、好きなのはあなた（右手の小指）だけ」という意味が込められている。本作はオリコンアルバムチャートにおいてLPレコードが最高位第3位の登場週数36回で売り上げ枚数48.0万枚、カセットテープは最高位第1位の登場回数51回で売り上げ枚数は30.1万枚、累計では78.1万枚となった。2022年および2023年に実施されたねとらぼ調査隊による安全地帯のアルバム人気ランキングではともに第1位となった。
1990年7月25日、1992年11月21日、2007年3月7日にはCDのみ再リリースされ、2010年3月3日には完全復活を記念してSHM-CDにて、2013年7月24日にはレコード会社15社合同キャンペーンである「大人の音楽～Age Free Music～キャンペーン第10弾」の「もう一度聴きたいオリジナルアルバム 80年代＆90年代」に選定されて再度SHM-CDとして期間限定生産盤としてリリース、2017年11月22日にはデビュー35周年を記念してLP盤を再現した紙ジャケット、SHM-CDにて再リリースされた。それ以外にも1996年10月2日にはCD-BOX『安全地帯 メモリアル・コレクション』に収録され、2010年6月23日にはCD-BOX『安全地帯BOX 1982-1993』に収録されて再リリースされた。

## プロモーション
本作に関するテレビ出演として、1984年11月15日にTBS系音楽番組『ザ・ベストテン』（1978年 - 1989年）に「恋の予感」が第9位にランクインして出演、11月22日には第5位、11月29日から1985年1月24日にかけて8週に亘って第3位を維持、また「ワインレッドの心」が同番組の年間ベスト10の第5位に選出された。その後も「恋の予感」はランクインし続け、1月31日には第5位となり、2月7日には第10位となった。また日本テレビ系音楽番組『ザ・トップテン』（1981年 - 1986年）には1984年11月19日に「恋の予感」が第9位にランクインして出演、11月26日には第7位、12月3日には第6位となった。
本作収録曲である「ブルーに泣いてる」は、AORシンガーであるノーマン・ドジャーに｢SONG IN BLUE｣という題名で提供され、ブリヂストンタイヤ「330EAGER」のコマーシャルソングとしてオンエアされた。

## 反響

### 批評
| 専門評論家によるレビュー | 専門評論家によるレビュー |
| レビュー・スコア         | レビュー・スコア         |
| 出典                     | 評価                     |
| ------------------------ | ------------------------ |
| CDジャーナル             | 肯定的                   |
| TOWER RECORDS ONLINE     | 肯定的                   |

本作の音楽性や玉置の歌唱力に対しては肯定的な評価が多く挙げられている。音楽情報サイト『CDジャーナル』では、玉置による曲が「哀愁ロック」になっていると指摘した上で、「どこかイーグルスの「ホテル・カリフォルニア」に共通するもの悲しさがポイント」と悲壮感に関して肯定的に評価した他、「yのテンション」に関しては「ミステリアスなサウンドとささやきかけるようなヴォーカルが印象的」と歌唱力やアレンジに関して高く評価し、「「恋の予感」を中心に多彩な音楽性を見せる」と全体的な音楽性に関しても肯定的に評価している。音楽情報サイト『TOWER RECORDS ONLINE』では、本作に関して「神憑かり的であり、どの曲をとっても捨て曲がないほどの出来」と絶賛し、アレンジがシンプルかつベーシックで丁寧に作られていると指摘した上で「時代の流れに動じることなく色褪せないのは見事」と称賛した。

### カバー
シングルカットされた「恋の予感」は数多くの歌手によってカバーされている。詳細は同項目を参照。また、その他のアルバム収録曲は以下の歌手によってカバーされている。
「yのテンション」
- アーロン・クオック（郭富城） - 広東語バージョン、「了斷不了」のタイトルでアルバム『Merry Christmas』（1993年）に収録。

「ブルーに泣いてる」
- ノーマン・ドジャー - 英語バージョン、「SONG IN BLUE」のタイトルでアルバム『Is That The Way To Your Heart』（1986年）に収録。

「瞳を閉じて」
- アーロン・クオック（郭富城） - 広東語バージョン、「一顆心醉了」のタイトルでアルバム『AK-47』（1994年）に収録。

## 収録曲
- CD付属の歌詞カードに記載されたクレジットを参照[35]。

| #         | タイトル             | 作詞      | 作曲      | 編曲           | 時間  |
| --------- | -------------------- | --------- | --------- | -------------- | ----- |
| 1.        | 「yのテンション」    | 松井五郎  | 玉置浩二  | 星勝、安全地帯 | 3:27  |
| 2.        | 「Lazy Daisy」       | 松井五郎  | 玉置浩二  | 星勝、安全地帯 | 3:44  |
| 3.        | 「Happiness」        | 松井五郎  | 玉置浩二  | 星勝、安全地帯 | 3:43  |
| 4.        | 「ブルーに泣いてる」 | 松井五郎  | 玉置浩二  | 星勝、安全地帯 | 3:23  |
| 5.        | 「恋の予感」         | 井上陽水  | 玉置浩二  | 星勝、安全地帯 | 4:40  |
| 合計時間: | 合計時間:            | 合計時間: | 合計時間: | 合計時間:      | 18:57 |

| #         | タイトル         | 作詞      | 作曲      | 編曲           | 時間  |
| --------- | ---------------- | --------- | --------- | -------------- | ----- |
| 6.        | 「Kissから」     | 松井五郎  | 玉置浩二  | 星勝、安全地帯 | 4:08  |
| 7.        | 「風」           | 松井五郎  | 玉置浩二  | 星勝、安全地帯 | 3:58  |
| 8.        | 「アトリエ」     | 松井五郎  | 玉置浩二  | 星勝、安全地帯 | 3:03  |
| 9.        | 「エクスタシー」 | 松井五郎  | 玉置浩二  | 星勝、安全地帯 | 3:26  |
| 10.       | 「瞳を閉じて」   | 松井五郎  | 玉置浩二  | 星勝、安全地帯 | 3:21  |
| 合計時間: | 合計時間:        | 合計時間: | 合計時間: | 合計時間:      | 17:56 |

## スタッフ・クレジット
- CD付属の歌詞カードに記載されたクレジットを参照[35]。

### 安全地帯
- 玉置浩二 – ボーカル
- 矢萩渉 – ギター
- 武沢豊 – ギター
- 六土開正 – ベース
- 田中裕二 – ドラムス

### 録音スタッフ
- 星勝 – プロデューサー
- 金子章平 – プロデューサー
- 近藤由紀夫 – ディレクター
- 酒井祐司 – アーティスト・マネージメント
- 諸鍜治辰也（KRSスタジオ） – レコーディング・エンジニア、リミックス・エンジニア
- 山崎進（KRSスタジオ） – レコーディング・エンジニア
- 渡辺省二郎（KRSスタジオ） – アシスタント・エンジニア

### 美術スタッフ
- 酒井マサヒロ – ヘアー&メイク
- 堀越まゆみ – スタイリスト
- 管野秀夫 – アート・ディレクター、写真撮影

### 制作スタッフ
- 井上陽水 – スペシャル・サンクス
- 大森昭男 – スペシャル・サンクス
- 高橋"ken-chan"健樹 – スペシャル・サンクス
- 八木浩 – スペシャル・サンクス

## チャート
| チャート         | 最高順位 | 登場週数 | 売上数   | 規格 | 出典  |
| ---------------- | -------- | -------- | -------- | ---- | ----- |
| 日本（オリコン） | 3位      | 36回     | 48.0万枚 | LP   | [ 2 ] |
| 日本（オリコン） | 1位      | 51回     | 30.1万枚 | CT   |       |

## リリース日一覧
| No. | 地域 | リリース日     | レーベル             | 規格         | カタログ番号   | 備考                                              | 出典          |
| --- | ---- | -------------- | -------------------- | ------------ | -------------- | ------------------------------------------------- | ------------- |
| 1   | 日本 | 1984年12月1日  | Kitty Records        | LP           | 28MS 0070      |                                                   | [ 2 ]         |
| 2   | 日本 | 1984年12月1日  | Kitty Records        | CT           | 28CS 0070      |                                                   |               |
| 3   | 日本 | 1984年12月1日  | Kitty Records        | CD           | 3133-21 (35KT) |                                                   |               |
| 4   | 香港 | 1984年         | ポリドール・レコード | LP           | 825 259-1      |                                                   |               |
| 5   | 日本 | 1990年7月25日  | Kitty Records        | CD           | KTCR-1032      |                                                   | [ 36 ]        |
| 6   | 日本 | 1992年11月21日 | Kitty Records        | CD           | KTCR-1203      |                                                   | [ 31 ] [ 34 ] |
| 7   | 日本 | 1996年10月2日  | Kitty Records        | CD           | KTCR-1603      | CD-BOX『安全地帯 メモリアル・コレクション』に収録 | [ 37 ] [ 38 ] |
| 8   | 日本 | 2007年3月7日   | UMJ                  | CD           | UPCY-6330      |                                                   | [ 39 ] [ 40 ] |
| 9   | 日本 | 2010年3月3日   | UMJ                  | SHM-CD       | UPCY-6572      |                                                   | [ 41 ] [ 42 ] |
| 10  | 日本 | 2010年6月23日  | UMJ                  | SHM-CD       | UPCY-9197      | CD-BOX『安全地帯BOX 1982-1993』に収録             | [ 43 ] [ 44 ] |
| 11  | 日本 | 2013年3月1日   | UMJ                  | AAC-LC       | -              | デジタル・ダウンロード                            | [ 45 ]        |
| 12  | 日本 | 2013年3月1日   | UMJ                  | ロスレスFLAC | -              | デジタル・ダウンロード                            | [ 46 ]        |
| 13  | 日本 | 2013年7月24日  | UMJ                  | SHM-CD       | UPCY-9345      | 期間限定生産盤                                    | [ 32 ] [ 47 ] |
| 14  | 日本 | 2017年11月22日 | UMJ                  | SHM-CD       | UPCY-9708      | 紙ジャケット仕様                                  | [ 33 ] [ 48 ] |